# David Busst
David Busst est un footballeur professionnel anglais né le 30 juin 1967. Il jouait au club de Coventry City FC. Il joua son dernier match le 8 avril 1996 contre Manchester United. Ce jour-là, il subit une double fracture tibia-péroné à la jambe droite qui l'obligea à terminer sa carrière à 29 ans. Il dut subir 26 opérations pour ne pas être amputé et pouvoir remarcher correctement.